# Kropps GIF
Kropps GoIF (Gymnastik- och Idrottsförening), är en fotbollsklubb i Kropp, Helsingborgs kommun, grundad den 14 mars 1944 av klubbens första ordförande Fritz Lindahl. 2014 består klubben av ett herrlag som spelar i Division 7 Västra. Tränare: Bertil Persson (f.1958). Hemmaplanen, Lydestads IP, även kallad Kroppavallen, är en gräsbeklädd idrottsplats som klubben själv förfogar över. Den är belägen vid Lydestad skola utmed Benarpsvägen, mellan Kropps kyrka och Mörarp, nära Rosendals slott och Magnihills gård.  
A-lagets främsta meriter är seriesegrarna i Division 5, 1951 och 1957 och andraplatsen i Division 7, 2009. Spelaren Jan Ekenberg (1931-2011) började sin spelarkarriär i Kropps GoIF innan han varvades av Helsingborgs IF.
Hemmadress är röd tröja, blå byxor och röda strumpor. Bortadress: Helvitt. 
Kropps GIF har en egen hymn och kampsång: Kroppavisan, skriven och sjungen av nuvarande tränare Bertil Persson.